# Catalina de Anjou de Hungría
Catalina de Hungría († 1355) era hija del rey Carlos I Roberto de Hungría. El nombre de su madre es incierto, pues se presume que el rey tuvo varias esposas y se debate aún los nombres y procedencias de las mismas. Catalina pertenecía a la casa de Anjou-Hungría.

## Biografía
Sus abuelos paternos eran Carlos Martel de Anjou-Sicilia y Clemencia de Habsburgo. Se cree que su madre pudo haber sido María Piast de Polonia, la segunda esposa de Carlos Roberto. A la muerte de su madre, el rey húngaro se casó con Beatriz de Luxemburgo, hija del emperador Enrique VII del Sacro Imperio Romano Germánico alrededor de septiembre de 1318. Tras la pronta muerte de Beatriz, Carlos Roberto tomó como cuarta esposa a Isabel de Kuyavia, hija del rey polaco. 
En 1338 Catalina fue entregada como esposa al duque polaco Enrique II de Świdnica, con el cual tuvo una hija Ana de Swidnica. Catalina enviudó entre 1343 y 1345, y se mudó a la corte de su hermano Luis I de Hungría en Visegrado, llevándose consigo a su pequeña hija Ana. Fue criada en dicha corte, y a los 11 años Ana fue prometida en matrimonio a Carlos IV de Luxemburgo, el hijo y sucesor del emperador germánico. 
El matrimonio planeado era parte de una estrategia del rey húngaro, que pretendía unir estrechamente las dos Casas reinantes. Finalmente Luis I tomó como esposa a Margarita de Luxemburgo, hija de Carlos IV de Luxemburgo y su primera esposa, aunque su pronta muerte no generó descendientes. Ana, por otra parte, antes de fallecer en 1362, dio a luz a Wenceslao de Luxemburgo en 1361, el futuro Wenceslao IV de Bohemia y Rey de Romanos.
Lo que sucedió con Catalina después de estos acuerdos matrimoniales es incierto a partir de 1345, pero se sabe que falleció en 1355.